# Love Will Save the Day
Love Will Save the Day ist ein Lied von Whitney Houston aus dem Jahr 1987, das von Toni C. geschrieben und von Jellybean produziert wurde. Es erschien zunächst auf dem Album Whitney.

## Geschichte
Love Will Save the Day wurde als Single weltweit am 5. Juli 1988 veröffentlicht. Es wurde in einigen Ländern wie den USA (Platz neun), Großbritannien (Platz zehn), der Schweiz (Platz 18) und Belgien (Platz acht) ein Top-20-Hit. In den US Hot Dance Club Play Charts erreichte der Song die Spitze.
Das Lied ist 5:25 Minuten lang, wurde als fünfte Single des Albums Whitney ausgekoppelt. Auf der B-Seite befindet sich das Lied Hold Me.
Im Gegensatz zu den anderen Songs aus dem Album Whitney ist dieser Song mit einem schnelleren Tempo gespielt worden. Der Song entstand nach Vorbild der Lieder I Wanna Dance with Somebody (Who Loves Me) und So Emotional.

## Coverversionen
- 1989: The Shadows
- 1992: Bobby McFerrin
- 1994: Heart
- 2009: Ashley Tisdale
- 2013: Boyzone
- 2024: Blank & Jones ft. Zoe Durrant